# 熊本市立山東小学校
熊本市立山東小学校（くまもとしりつ さんとうしょうがっこう）は、熊本県熊本市北区植木町有泉にある公立小学校。

## 沿革
- 1874年（明治7年） - 有泉出目字前畑に有泉小学校本校、古閑に有泉小学校分教室を創立。
- 1875年（明治8年） - 岩野村字馬場1597番地に岩木小学校校舎建築、岩野、一木両村を所属とする
- 1877年（明治10年）2月 - 西南戦争のため閉校
- 1877年（明治10年）10月 - 岩野村字糖下1466番地に新築移転
- 1880年（明治13年） - 一木に分教場を置く
- 1885年（明治18年） - 再び合併
- 1896年（明治29年） - 有泉出目1068番に改築
- 1900年（明治33年） - 分教場を合併
- 1907年（明治40年） - 山東尋常小学校創立
- 1938年（昭和13年） - 山東尋常高等小学校と改称
- 1940年（昭和15年） - 山東国民学校と改称
- 1947年（昭和22年） - 山東村立山東小学校と改称
- 1955年（昭和30年） - 植木町立山東小学校に改める。
- 2010年（平成22年） - 熊本市立山東小学校に改める。